# 迈伦多夫
迈伦多夫（德語：Meilendorf，發音：[ˈmaɪlənˌdɔʁf]）是德国萨克森-安哈尔特州安哈尔特-比特费尔德县曾经的一个市镇，面积7.89平方千米，2012年6月5日人口为258人。2010年1月1日，迈伦多夫与另外17个市镇合并为新市镇南安哈尔特。